# Казеария
Казеа́рия (также касеария; лат. Caseária) — тропический и субтропический род деревянистых растений семейства Ивовые (Salicaceae).

## Название
Род назван в честь нидерландского ботаника и миссионера Иоганнеса Казеариуса (нидерл. Johannes Casearius, 1642—1678).

## Ботаническое описание
Кустарники или небольшие деревья.
Листья очерёдные, обычно черешковые, с прилистниками; жилкование обычно перистонервное; пластинка мелкоточечная, край чаще равномерно зубчатый (реже цельнокрайние и без точек, но не оба признака одновременно).

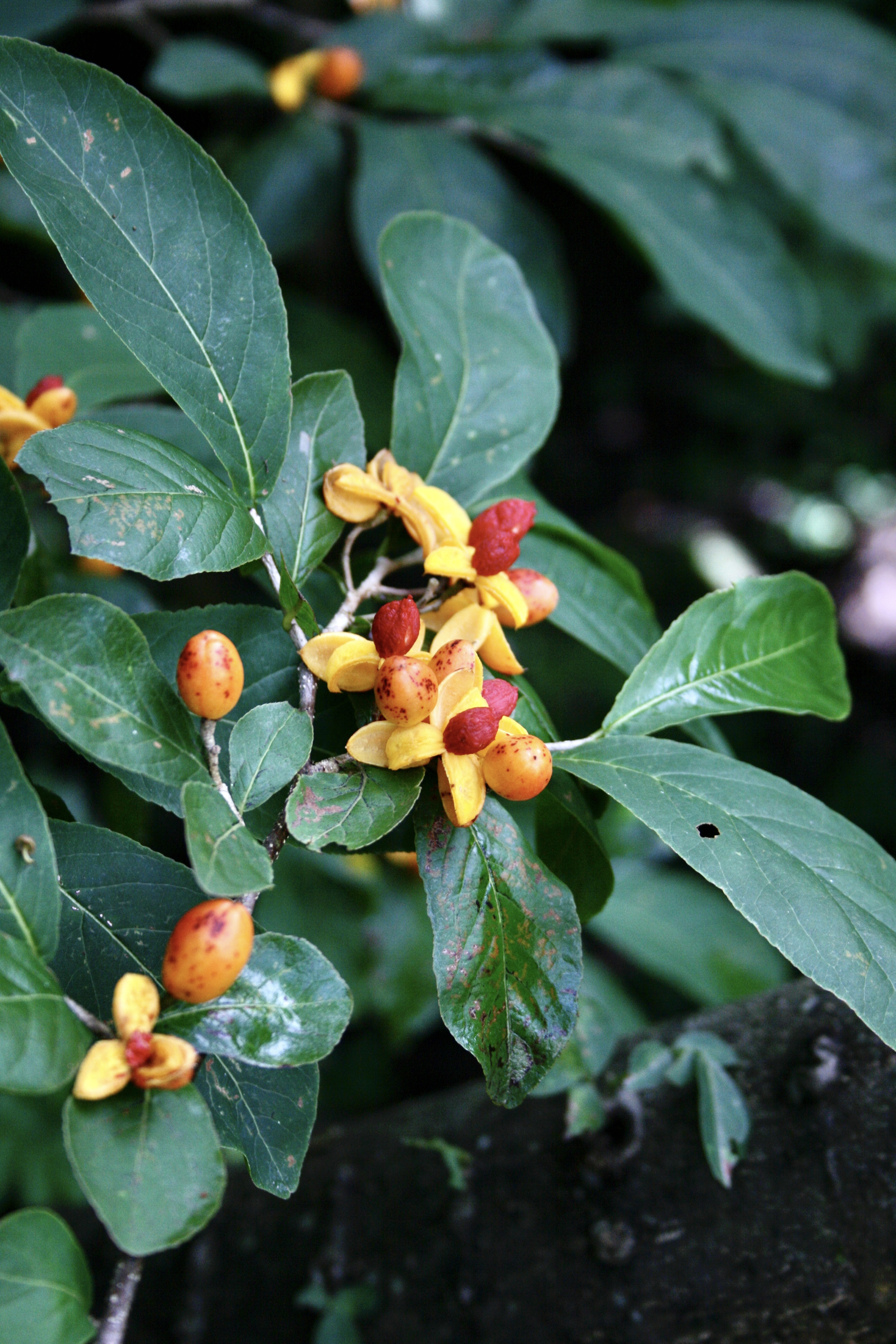
Плоды Казеария щитковидная|казеарии щитковидной (Casearia corymbosa)

Цветки двуполые, мелкие, обычно собраны в пазушные головки, реже одиночные или в кистях; прицветники плёнчатые или чешуйчатые, обычно яйцевидные. Чашелистиков 4 или 5, сросшихся снизу. Лепестки отсутствуют. Подпестичный диск чашечковидный, лопастной; лопасти треугольные, продолговатые или булавовидные, либо в одном ряду с чередующимися тычинками, либо в интрастаминальном ряду. Тычинок (6) 8—10 (12). Завязь верхняя, одногнёздная. Столбик полностью или вверху 3-ветвистый, или цельный (в таком случае рыльце 3-лопастное).
Плод — мясистая или кожистая, шаровидная, эллипсоидная или треугольная трёхстворчатая коробочка. Семена яйцевидные или обратнояйцевидные, полностью покрыты перепончатым или мясистым, часто ярко окрашенным присемянником.

## Распространение
Тропики и субтропики Латинской Америки (более 80 видов), Африки, Азии, Австралии и островов Тихого океана.

## Классификация

### Таксономия
Casearia Jacq., Enum. Syst. Pl. 4, 21 (1760), nom. cons.
Ранее род относили к семейству флакуртиевых (Flacourtiaceae) в рамках системы Кронквиста, а ещё раньше — к Samydaceae.

### Синонимы
- Anavinga Adans. (1763)
- Antigona Vell. (1829)
- Athenaea Schreb. (1789), nom. illeg.
- Bedousia Dennst. (1818)
- Bedusia Raf. (1838)
- Bigelovia Spreng. (1821), nom. illeg.
- Casinga Griseb. (1860)
- Celsa Vell. (1829)
- Chaetocrater Ruiz & Pav. (1794)
- Chetocrater Raf. (1838)
- Clasta Comm. ex Vent. (1803)
- Corizospermum Zipp. ex Blume (1851)
- Crateria Pers. (1805)
- Gossypiospermum (Griseb.) Urb. (1923)
- Guayabilla Sessé & Moc. (1910)
- Guidonia Mill. (1754), nom. superfl.
- Guidonia P.Browne (1756)
- Hecatostemon S.F.Blake (1918)
- Iroucana Aubl. (1775)
- Laetia Loefl. ex L. (1759), nom. rej.
- Langleia Scop. (1777)
- Lindleya Kunth (1822), nom. inval.
- Melistaurum J.R.Forst. & G.Forst. (1775)
- Moelleria Scop. (1777)
- Pitumba Aubl. (1775)
- Sadymia Griseb. (1859)
- Samyda Jacq. (1760), nom. rej.
- Synandrina Standl. & L.O.Williams (1952)
- Tardiella Gagnep. (1954)
- Valentinia Sw. (1788), nom. illeg.
- Vareca Gaertn. (1788)
- Wolfia Schreb. (1791), nom. rej.
- Zuelania A.Rich. (1845)

### Виды
Род включает более 220 видов, некоторые из них:
- Casearia aculeata Jacq. — Казеария шиповатая
- Casearia arborea (Rich.) Urb.
- Casearia atlantica Sleumer
- Casearia corymbosa Kunth — Казеария щитковидная
- Casearia fuliginosa (Blanco) Blanco
- Casearia gladiiformis Mast.
- Casearia graveolens Dalzell
- Casearia grewiifolia Vent.
- Casearia kaalaensis Lescot & Sleumer
- Casearia kurzii C.B.Clarke
- Casearia mauritiana Bosser
- Casearia mexiae Sandwith
- Casearia nitida (L.) Jacq. typus
- Casearia oblongifolia Cambess.
- Casearia praecox Griseb. — Казеария ранняя
- Casearia quinduensis Tul.
- Casearia rugulosa Blume — Казеария мелкоморщинистая
- Casearia tinifolia Vent.
- Casearia velutina Blume
- Casearia williamsiana Sleumer — Казеария Уильямса